# 伯班克 (伊利諾伊州)
伯班克（英語：Burbank）是一個位於美國伊利諾伊州庫克縣的城市。

## 地理
伯班克的座標為41°44′39″N 87°46′13″W / 41.74417°N 87.77028°W，而該地的平均海拔高度為189米（即620英尺）。

## 人口
根據2010年美國人口普查的數據，伯班克的面積為10.80平方千米，當中陸地面積為10.80平方千米，而水域面積為0.02平方千米。當地共有人口28925人，而人口密度為每平方千米2,678.24人。